# Золото НСДАП
Золото НСДАП (нім. das NSDAP Gold) — за чутками золотовалютні фонди великих функціонерів Третього Рейху, сховали їх через «усвідомлення дійсного положення справ на фронтах і розуміння неминучого кінця Рейху, однак планували встановлення в світі диктатури націонал-соціалізму в довгостроковій перспективі». Чутки набули поширення завдяки повісті Юліана Семенова (1969) і однойменному телефільму (1973), де головний антагоніст називає їх «мостом у майбутнє»

## Золото Бормана
Григорій Тополевський, посол Аргентини в Ізраїлі, незабаром після травневих подій 1960 року, коли був викрадений ізраїльськими спецслужбами Адольф Ейхман, заявив що обергрупенфюрер СС Борман Мартін, якого протягом тривалого часу багато хто вважав загиблим, весь цей час жив в Аргентині. На пресконференцію в Тель-Авіві д-р Тополевський заявив, що Борман жив в Аргентині під вигаданим ім'ям, і після захоплення Ейхмана, Борман перебрався до Бразилії. За словами Тополевського, аргентинська поліція весь цей час знала про справжню особистості Бормана, але не вживала жодних заходів для його затримання та екстрадиції. А на півдні країни перебувала секретна каса нацистів, перидислокована з Швейцарії.
Тим не менш великі грошові суми завдяки багатьом нацистським втікачам потрапляли, без сумніву, за кордон. Приміром, Губерт фон Блюхер, в саду якого Гітлер дозволив закопати частину золота Рейхсбанку, з допомогою Горста Карлоса Фульднера вивіз до Аргентини 400 млн $.

## У детективній літературі
У повісті Юліана Семенова «Сімнадцять миттєвостей весни» (1969), в епізоді «Свій зі своїм», дія якого відбувається 13 березня 1945 року (17 годин 02 хвилини), Мюллер, передбачаючи швидкий кінець Рейху, пропонує Штірліцу частку від «Золота Бормана», оскільки за його словами, «Золото Гіммлера» — це незначні кошти, які були призначені забезпечити поточні потреби націонал-соціалістичної партії, фінансування агентури та інше. А ось справжнє золото партії, «Золото Бормана», — збиралося на тривалу перспективу декількох десятиліть, з метою забезпечення майбутніх звершень людей, які розуміють неминучість становлення ідей націонал-соціалізму, як єдиного шляху до миру. Це пояснюється тим, що Гіммлер — більш публічна фігура, яка не може просто так взяти і зникнути, на відміну від Бормана. Більшість грошових вкладів Гіммлера знаходяться в іноземних банках — іншими словами, «під ковпаком» Союзників. А вклади Бормана стократ перевищують заощадження Гіммлера, і що найголовніше — про них ніхто не знає, крім самого Бормана, зрозуміло. Мюллер розповідає Штірліцу про свої плани спокійно дожити свої роки десь у тропіках, на маленькій фермі з блакитним басейном, і що для цього готовий на авантюру, до якої і запрошує приєднатися Штірліца.
Золото НСДАП і скарби древніх арійців є основою сюжету роману Сергія Олексеїва «Скарби Валькірії» (2005), про те, як колишні співробітники надсекретного інституту, утвореного ще за часів ЧК, і проіснувавшого до наших днів, намагаються знайти сховище скарбів давніх арійців, дізнатися долю бібліотеки Івана Грозного, «Бурштинової кімнати». На чорному ринку з'являються речі, які складали партійну касу Бормана. Саме ж золото НСДАП знаходиться десь в межах Північного Уралу.

## У народних оповідях
Значна частина золота Третього рейху залишилася в ставці Гітлера «Вервольф» і в катакомбах Житомира.